# Комитет против белого террора в Финляндии
Комитет против белого террора в Финляндии (швед. Kommittén mot den finska vita terrorn) — созданная в конце гражданской войны в Финляндии шведская организация, ставившая своей целью мобилизовать общественное мнение для противостояния репрессиям; сбору средств на гуманитарную помощь жертвам белого террора и давления на правительство с целью предоставления политического убежища финским беженцам.
Одним из трех руководителей комиссии был Свен Линдерут. Комиссией было собрано 21.851,53 шведских крон, 14.518,73 из которых переданы финским беженцам в Швеции, 6.920 направлены в Финляндию, а остальные потрачены на печать 100.000 листовок, озаглавленных «Правда о Финляндии». Также комиссией было проведено более ста митингов.